# Рефронтоло
Рефронтоло (італ. Refrontolo, вен. Refrontoło) — муніципалітет в Італії, у регіоні Венето, провінція Тревізо.
Рефронтоло розташоване на відстані близько 450 км на північ від Рима, 55 км на північ від Венеції, 29 км на північ від Тревізо.

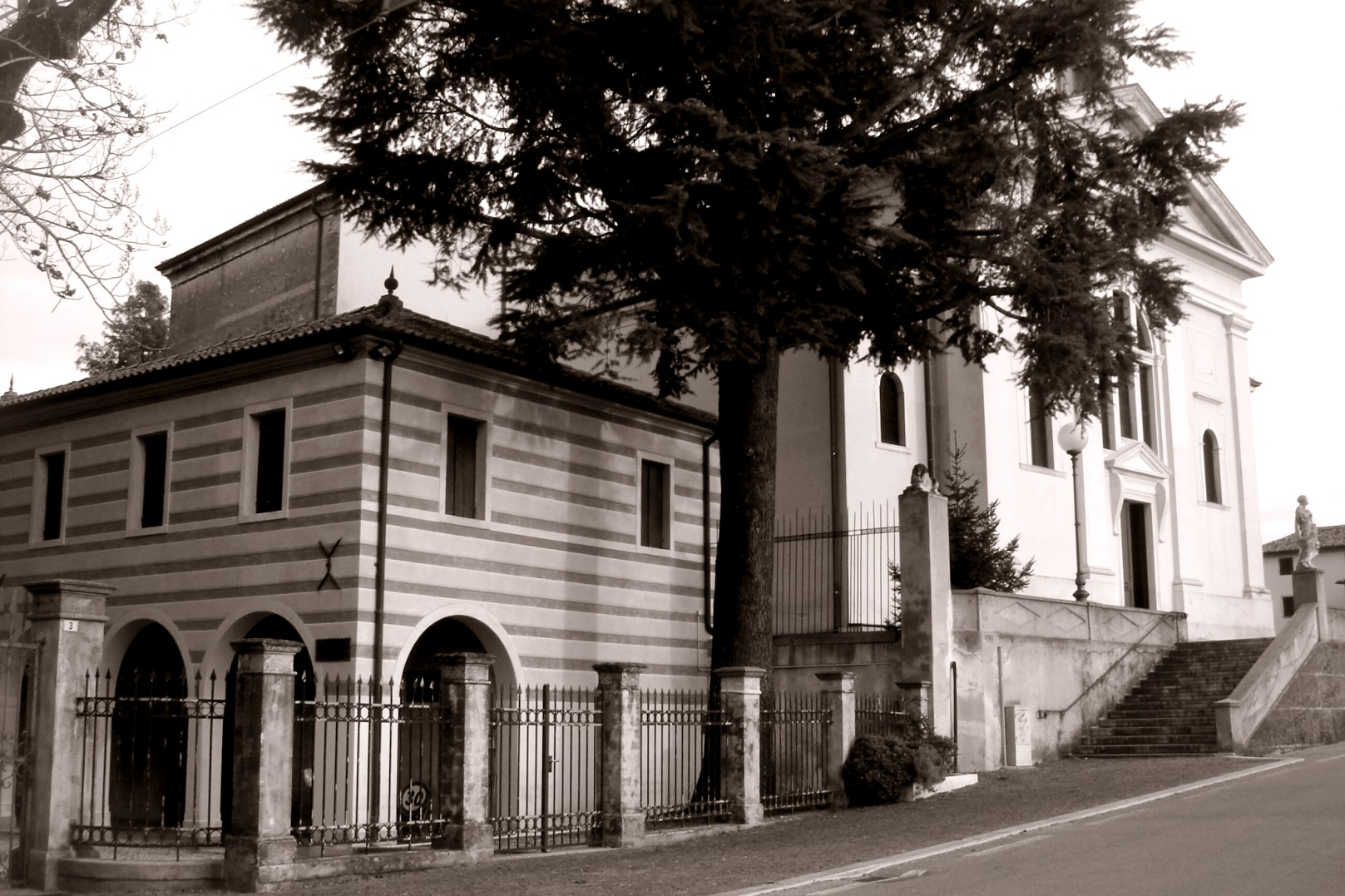

Населення — 1764 особи (2014).
Покровитель — Santa Margherita Vergine e Martire.

## Демографія
Населення за роками:

Станом на 1 січня 2023 року в муніципалітеті офіційно проживали 72 іноземці з 18 країн, серед них 28 громадян країн Євросоюзу та 7 громадян України.

## Сусідні муніципалітети
- Чизон-ді-Вальмарино
- П'єве-ді-Соліго
- Сан-П'єтро-ді-Фелетто
- Сузегана
- Тарцо